# Библиотека „Благой Янков Мучето“ (Струмица)
Локалната институция Библиотека „Благой Янков Мучето“ – Струмица (на македонска литературна норма: Локална установа Библиотека „Благој Јанков Мучето“ - Струмица) е общинска библиотека в град Струмица, Северна Македония.

## История
Библиотеката е основана 1946 година като градска библиотека и е наречена в чест на югославския партизанин Благой Янков. В 1961 година статутът ѝ е повишен на матична библиотека. От 1978 година е разположена в собствена сграда и има площ от 600m2. Част от библиотеката са и три районни библиотеки в Колешино, Муртино и Василево, в съответните Домове на културата. Книжният фонд на библиотеката е 140 000 монографии. Има две отделения – за деца и за възрастни. Библиотеката се занимава също така с обработка на монографски публикаци и с издирване и научна обработка на библиотечния материал, издаван на територията на общината, свързан със Струмишко или дело на струмичани.

## Сграда
Сградата на библиотеката, разположена на улица „Благой Янков Мучето“ № 26 и изградена в 1946 година, е обявена за паметник на културата.